# Anders Fryckholm
Anders Fryckholm, född 19 januari 1799 i Kroppa, Värmlands län, död 28 oktober 1860 i Maria Magdalena församling, Stockholms stad, var en svensk klavermakare verksam 1834-1860 i Stockholm.

## Biografi
Frykholm föddes 19 1799 i Kroppa församling. Han var son till mjölnaren Erik Andersson och Lena Jonsdotter. 1830-1834 var han gesäll hos instrumentmakaren Anders Hulting i Stockholm.
Han var gift med Charlotta Sällberg. De fick tillsammans barnen Carl Adolf, Maria Sofia Helena (född 1838), Carolina Gustafva (född 1839), Anders Robert (född 1841), Charlotta Wilhelmina (född 1842), Victor Rudolf (född 1849), Victoria Charlotta (född 1854).